# Pic Tcherski
Pour les articles homonymes, voir Tcherski (homonymie).
Ne doit pas être confondu avec Monts Tcherski ou Mont Tcherski.
Le pic Tcherski (en russe : Пик Че́рского, Pik Tcherskogo, en bouriate : Хара-Болдог, Khara-Boldog), anciennement dénommé mont Komar, est un sommet sibérien situé dans le raïon de Slioudianka dans l'oblast d'Irkoutsk.
Le long du pied ouest de la montagne se trouve la voie Starokomarskaïa, un sentier qui faisait autre fois partie de la route du thé en direction de Kiakhta et de la Chine.

## Toponymie
Il doit son nom à Ivan Tcherski, paléontologue, géologue, géographe et explorateur polonais ayant exploré la Sibérie.
Son ancien nom, mont Komar, vient du bouriate Khamar daban (Хамар дабаан), qui désignait ce pic. Ce nom n'est plus d'usage, car il est devenu le nom des monts Khamar-Daban, dans lequel le sommet se trouve. Il a aussi donné le nom à la crête où se trouve la montagne, la crête Komarinski.

## Géographie
Le pic Tcherski se situe sur le territoire du raïon de Slioudianka, une subdivision de l'oblast d'Irkoutsk dans la partie méridionale de Sibérie centrale. La ville de Slioudianka se situe à 17 kilomètres à vol d'oiseau du sommet.
Le sommet se trouve sur la crête Komarinski, dont il est le point culminant avec ses 2 090 mètres d'altitude, crête du nord des monts Khamar-Daban. De ses versants naissent les rivières Slioudianka (ru) et Bezymiannaïa (ru) qui se jettent dans le lac Baïkal. La rivière Podkomarnaïa (ru), qui est un sous-affluent de la rivière Irkout, y naît aussi.
Sur le versant sud de la montagne se trouve le lac alpin Serdtsé (ru).
La saison estivale est courte à cette altitude, les dernières neiges tombant souvent en juin, et les premières tombant en août. Les températures moyennes en janvier sont de l'ordre de −20 °C, tandis qu'elles sont de +14 °C en été. L'enneigement atteint les 1 000 mm.

## Ascension
L'ascension du pic Tcherski est l'un des itinéraires les plus faciles et ainsi les plus populaires de la région du sud du Baïkal. Chaque année, plusieurs milliers de personne en atteignent son sommet. L'ascension est sûre, ne nécessitant aucun équipement ni aucun entraînement. Un sentier permet d'y accéder, mais il n'est cependant pas sécurisé.
En hiver, l'ascension est déconseillée en raison des fortes tempêtes de neige qui peuvent faire égarer et mener vers des falaises. Des avalanches peuvent se produire en hiver sur ses pentes.
Chaque fin août, des compétitions de skyrunning, sport extrême de course à pied en montagne à une altitude supérieure à 2 000 mètres, avec une pente supérieure à 30 % et une cotation d'escalade ne dépassant pas le 2e degré, ont lieu sur ses pentes. La longueur de l'itinéraire est de 20 211 mètres et le dénivelé est de 1 625 m.

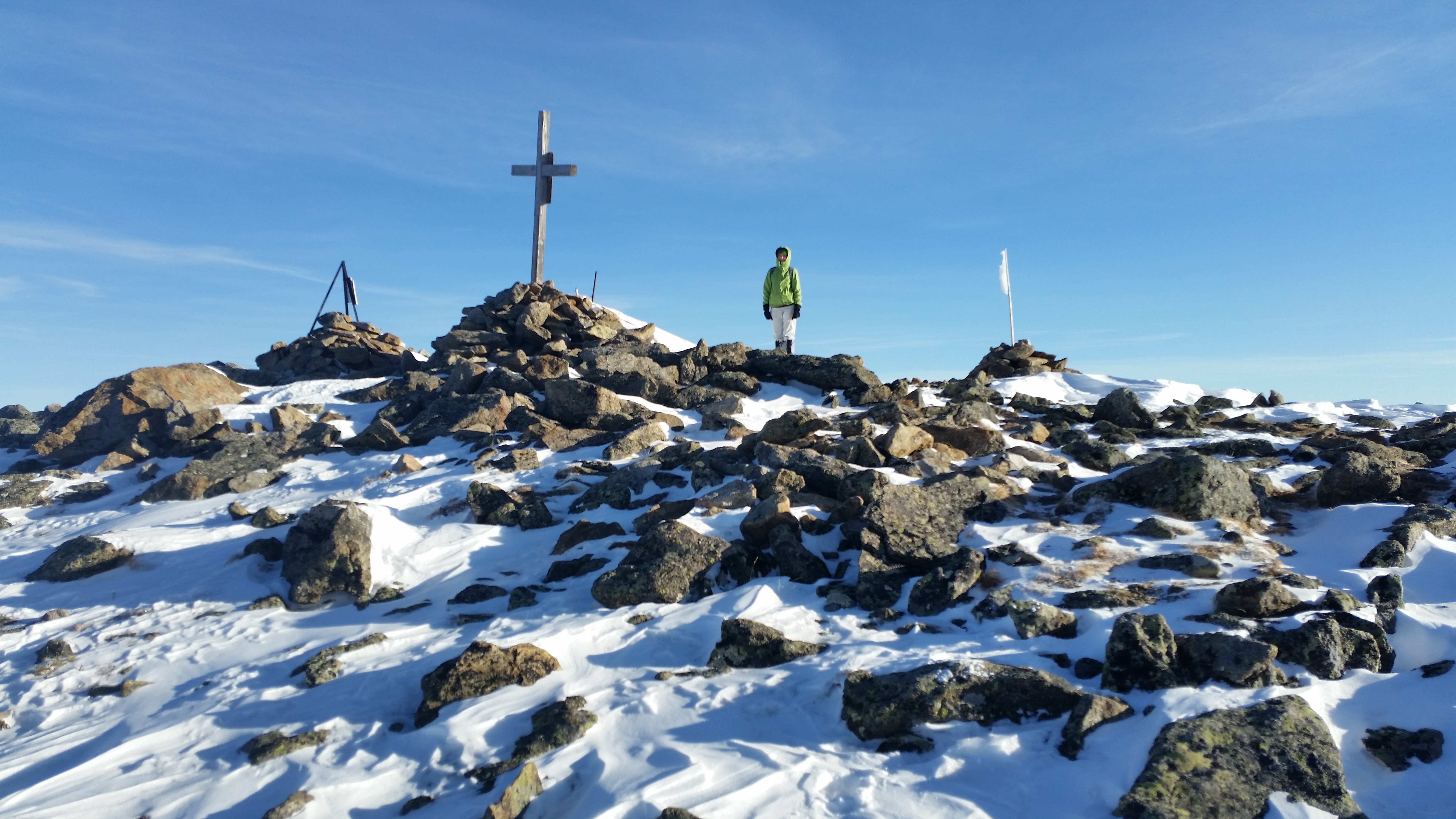
Sommet enneigé.
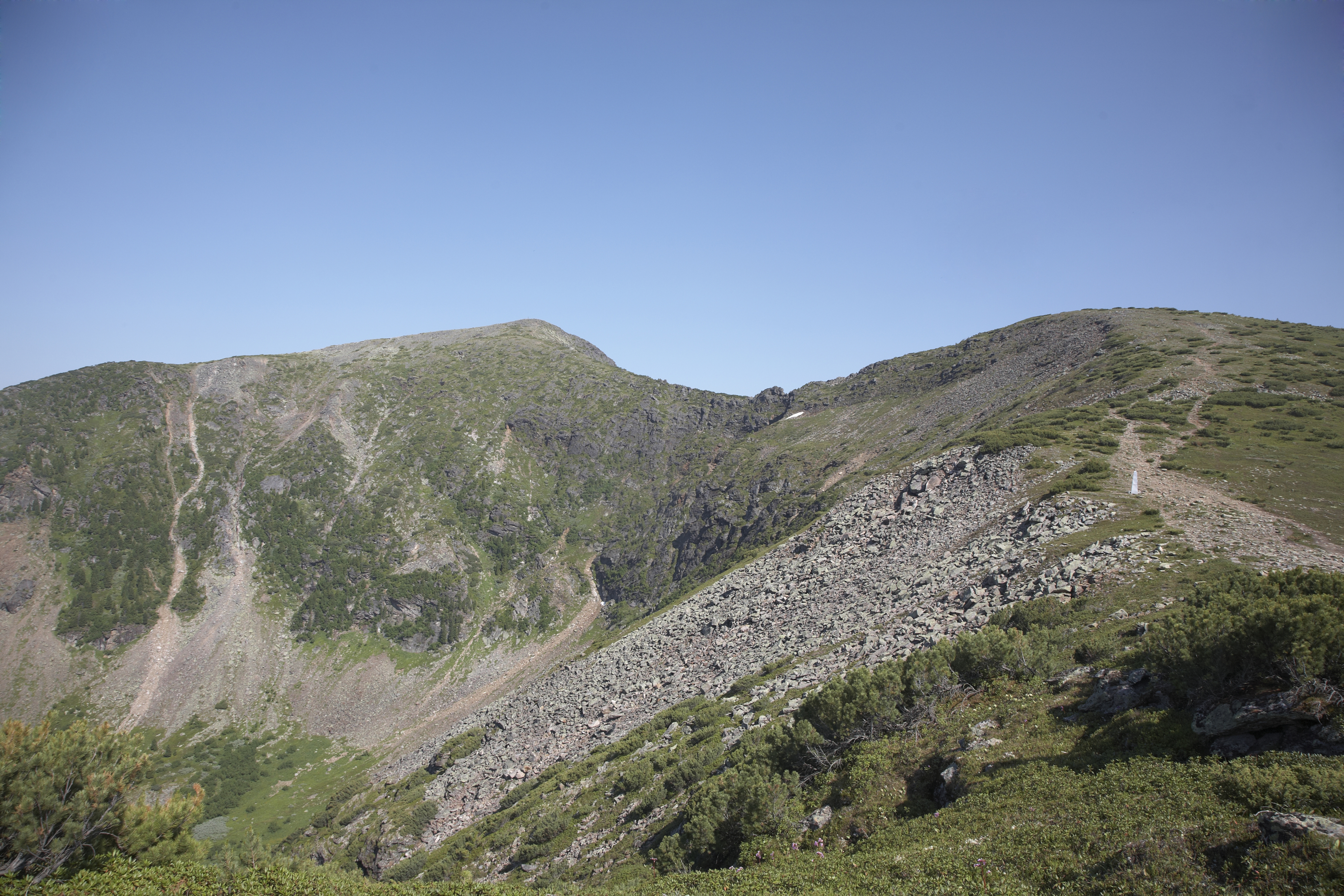
Sommet sans neige en octobre 2001.